# Arioso
Az arioso (olasz eredetű szó, jelentése áriaszerű) átmeneti forma az ária és a recitativo között. Az áriánál kötetlenebb, deklamáló jellegű, nincs dalszerkezete, ugyanakkor a recitativónál dallamosabb és különbözik tőle világosan tagolt ütemrendjében és szövegismétléseiben is, mert kantilénákból áll. A protestáns egyházi zenében is gyakori, Bach passióiban például a szemlélődés és az erkölcsi tanulság megjelenítésére szolgál. Karaktermeghatározásként a hangszeres zenében is használatos: áriaszerű, éneklő előadásmódot jelöl.